# 伊勢老人
伊勢 老人（いせ の おきな）は、奈良時代の貴族。官位は正四位下・木工頭。勲等は勲四等。高岳親王（平城天皇の皇子・嵯峨天皇の皇太子）の外祖父にあたる。

## 出自
中臣伊勢連は本来は伊勢直で、天平19年（747年）に伊勢大津ら7人が中臣伊勢連を賜わっている。天平宝字8年（764年）には老人が伊勢朝臣の姓を得ている。天平神護2年（766年）に、大津は中臣伊勢連から伊勢朝臣を賜姓され、以後老人らも伊勢朝臣と記載されている。大津は天平勝宝元年（749年）に、正六位上から外従五位下に昇叙している。

## 経歴
天平宝字8年（764年）に発生した藤原仲麻呂の乱の最中の9月に、従六位下から8階昇進し従四位下に叙せられると共に、連姓から朝臣姓に改姓する。乱後の同年10月に三河守に任ぜられる。また、乱で孝謙上皇方についた功労により勲四等の叙勲を受けている。
天平神護2年（766年）同族の大津・子老と共に伊勢朝臣に改姓する。神護景雲元年（767年）伊勢国や三河国に瑞雲が立ち上ったことを祝して改元が行われた際、他の伊勢・三河両国の国司と共に昇叙され、従四位上に昇進した。その後、称徳朝から光仁朝にかけて、中衛中将・外衛中将・外衛員外中将と武官を務めながら、造西隆寺長官・修理長官・皇后宮亮などの京官を兼ねた。
天応元年（781年）桓武天皇の即位後まもない5月に主馬頭に転じ、同年9月に正四位下に叙せられるが、翌延暦元年（782年）に発生した氷上川継の乱に連座して京外追放された。その後赦されたらしく、延暦5年（786年）に縫殿頭に任ぜられると、遠江守・木工頭を歴任した。延暦8年（789年）4月8日卒去。最終官位は木工頭正四位下。

## 官歴
『続日本紀』に基づく。
- 時期不詳：従六位下
- 天平宝字8年（764年） 9月11日：従四位下（越階）。連姓から朝臣姓に改姓。10月20日：三河守
- 天平神護2年（766年） 12月22日：中臣伊勢朝臣から伊勢朝臣に改姓
- 神護景雲元年（767年） 8月16日：従四位上。8月29日：兼造西隆寺長官（中衛中将・三河守如故）
- 神護景雲2年（768年） 6月6日：伊勢国国造（外衛中将兼造西隆寺長官三河守如故）。7月17日：兼修理長官（造西隆寺長官中衛員外中将如故）
- 宝亀2年（771年） 正月23日：兼皇后宮亮
- 宝亀5年（774年） 3月5日：兼遠江守
- 宝亀9年（778年） 3月10日：中衛中将（修理長官遠江守如故）
- 天応元年（781年） 5月7日条：主馬頭。9月29日：正四位下
- 延暦元年（782年） 閏正月19日：京外追放（当時の官職は散位）
- 延暦5年（786年） 5月12日：縫殿頭
- 延暦7年（788年） 2月6日：遠江守。6月26日：木工頭
- 延暦8年（789年） 4月8日：卒去（木工頭正四位下）

## 系譜
- 父：不詳
- 母：不詳
- 生母不明の子女
  - 女子：伊勢継子（772-812） - 安殿親王（後の平城天皇）宮人
  - 女子：藤原真夏室